# Etomidat
Etomidat ist ein 1973 von Alfred Doenicke eingeführter, hypnotisch wirkender (= den Schlaf erzwingender) Arzneistoff, der zur Einleitung (Induktion) einer Narkose verwendet werden kann. Es handelt sich um ein carboxyliertes Imidazolderivat.

## Klinische Angaben
Etomidat wirkt auf GABA-Rezeptoren und in der Formatio reticularis. Es wird zur Narkoseeinleitung verwendet und dabei parenteral verabreicht.

## Pharmakologische Eigenschaften
Die Plasmaproteinbindung liegt bei circa 77 %. Nach der Injektion schläft der Patient meist innerhalb von 10 bis 30 Sekunden ein (abhängig von der Kreislaufzeit und der Injektionsgeschwindigkeit). Oftmals können dann Muskelzuckungen (Myoklonien) beobachtet werden, die über den Zeitraum von ungefähr einer Minute auftreten. Die Wirkdauer liegt bei ca. zwei bis vier Minuten, durch Wechselwirkungen mit anderen Medikamenten (z. B. Prämedikation mit Benzodiazepinen oder Opiaten) kann diese Zeitspanne verlängert werden. Der Wirkungsabbau basiert auf rascher Umverteilung und schnellerer Biotransformation.
Der Vorteil von Etomidat gegenüber anderen Induktionshypnotika ist seine Neutralität für den Kreislauf (und in gewissem Umfang auch für die Atmung), das heißt das Narkotikum mit den geringsten hämodynamischen Nebenwirkungen; dies ermöglicht den Einsatz auch bei Patienten mit Herzerkrankungen. Auch allergische Reaktionen sind nur sehr selten beschrieben worden, Etomidat setzt in seltenen Fällen Histamin frei. Eine gewisse Koronardilatation und Senkung des intrakraniellen Drucks sind beschrieben, in der Praxis aber nicht von Bedeutung. Unter Etomidat-Narkoseeinleitung wird das zentrale autonome Nervensystem nicht gehemmt. Problematisch und daher kontraindiziert ist die Dauerinfusion, da diese die Cortisolsynthese hemmt. Auch schon bei einmaliger Gabe kann es beim kritisch kranken Patienten zu einer beinahe vollständigen Ausschaltung der Cortisolsynthese kommen, weshalb die Anwendung von Etomidat seit längerem Gegenstand einer wissenschaftlichen Kontroverse ist. Möglicherweise bietet die Entwicklung von Carboetomidat, eines modifizierten Moleküls, das die Cortisolsynthese nicht hemmt, einen Ausweg.
Wegen seiner großen Sicherheitsbreite wurde Etomidat im klinischen Alltag häufig als Einleitungshypnotikum zur Induktion (Einleitung) einer Narkose bei Patienten mit eingeschränkter kardialer Reserve verwendet, d. h. der Mehrzahl der älteren Patienten, insbesondere im Vergleich zum deutlich stärker kreislaufdepressiv wirkenden Propofol. Nachteilig ist allerdings das im Vergleich zu Propofol geringfügig häufigere Auftreten von postoperativer Übelkeit und Erbrechen (PONV), wenn Etomidat zur Narkoseeinleitung verwendet wurde, ganz unabhängig davon, ob die Narkose als Propofol-TIVA oder mit Inhalationsanästhetika fortgeführt wird.

## Verwendung bei Hinrichtungen
Am 24. August 2017 wurde Etomidat in Florida erstmals für eine Hinrichtung mittels letaler Injektion („Giftspritze“) verwendet. Als weitere Bestandteile wurden Rocuronium und Kaliumacetat verabreicht. Der 53 Jahre alte Doppelmörder Mark Asay verstarb elf Minuten nach der Injektion. Der Hersteller von Etomidat, das belgische Pharmaunternehmen Janssen Pharmaceutica, kritisierte die Verwendung. Das Unternehmensziel sei es „Leben zu retten und zu verbessern.“

## Verwendung als Droge
In Singapur werden mit Etomidat versetze Flüssigkeiten für Vapes als Rauschmittel, genannt Kpods, verkauft.

## Sonstige Informationen
Im Handel sind Lösungen oder Emulsionen mit 2 mg/ml, eine Ampulle mit 10 ml enthält somit 20 mg Etomidat. Die ursprüngliche Handelsform Hypnomidate führte bei fast allen Patienten zu einem starken Injektionsschmerz. Durch eine andere Darreichungsform, nämlich eine Öl-in-Wasser-Emulsion, die den Wirkstoff in den Emulsionströpfchen enthält (Etomidat-Lipuro), wurde eine bessere Verträglichkeit an der Injektionsstelle erreicht.

## Handelsnamen
Monopräparate
- Etomidat Lipuro (D, A, CH)
- Hypnomidate (D, A)